# Stary Barkoczyn
Stary Barkoczyn (kasz. Stôri Barkòczin; daw. Barkocin) – wieś kaszubska w Polsce położona w województwie pomorskim, w powiecie kościerskim, w gminie Nowa Karczma na Pojezierzu Kaszubskim.
W latach 1975–1998 miejscowość administracyjnie należała do województwa gdańskiego.

## Nazwy źródłowe miejscowości
Barkocin, kasz. Stôré Barkòczëno, niem. Alt Barkoschin